# Haiku (dichtvorm)

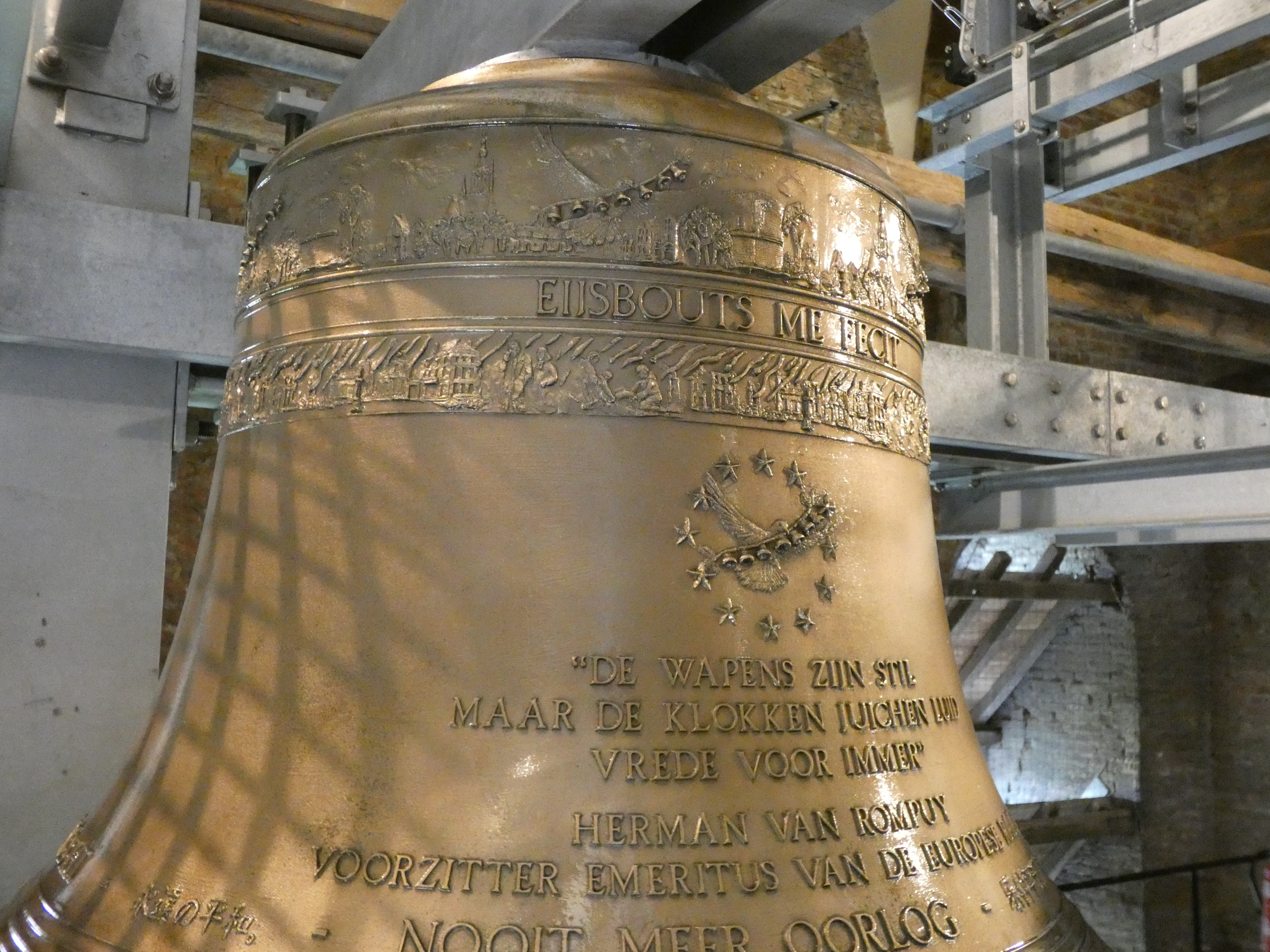
Haiku van Herman Van Rompuy op de Vredesbeiaard van Aarschot

Haiku (俳句; meervoud: haiku of haiku's) is een vorm van Japanse dichtkunst, geschreven in drie regels waarvan de eerste regel 5, de tweede regel 7 en de derde regel weer 5 lettergrepen telt.
De haiku drukt, in de klassieke vorm, een ogenblikervaring uit, soms gelinkt aan en geïnspireerd door zen. De haiku is een vingerhoed vol emotie, waarin weinig ruimte is voor ontledingen en benaderende omschrijvingen.

## Ontstaan: Hokku
De dichtvorm is in de 17e eeuw in Japan uit oudere vormen ontstaan door de wedijver tussen verschillende grote dichters, waarvan Matsuo Basho waarschijnlijk de bekendste meester is. De toepassing was toen de hokku, de aanzetstrofe voor de renga, een kettinggedicht, waaronder de tan renga of als eerste deel van de tanka. Pas aan het eind van de 19e eeuw werd door Masaoka Shiki het begingedicht hokku verzelfstandigd tot de haiku. Strikt genomen zijn daarmee de oudere gedichten van deze vorm hokku, ook al was het niet ongewoon dat het eervolle beginvers geschreven werd zonder de verwachting dat er een renga mee geschreven werd.

## Dichtvorm
De haiku bestaat gewoonlijk uit 3 regels van ongeveer 5-7-5 lettergrepen (in Japan verticaal op 1 lijn). Hoe strikt moet worden vastgehouden aan dit stramien is net als bij andere dichtvormen een voortdurend onderwerp van discussie. Aan de ene kant kan te veel aandacht voor de vorm leiden tot een steriel gedicht, aan de andere kant toont zich in de beperking de meester. In de moderne vorm of westerse haiku wordt daarom door sommigen in mindere of meerdere mate afgeweken van dit stramien. Een ander punt van discussie is of daadwerkelijk westerse lettergrepen gebruikt moeten worden in de westerse haiku, aangezien in het Japans morae gebruikt worden, die veel meer beperkingen opleggen. In het westen wordt daardoor wel voor afwijkende vormen gekozen, tussen de 12 en 17 lettergrepen.
Een van de beroemdste haiku, feitelijk een hokku, is van Matsuo Basho en luidt:
| furu ike ya kawazu tobikomu mizu no oto | Ach oude vijver een kikker springt erin geluid van water. |
Bij een vertaling van een haiku achten sommigen de inhoud belangrijker dan de vorm, al wordt die in goede uitgaven zo veel mogelijk gehandhaafd. Zo is bovenstaande vertaling bijvoorbeeld naar de inhoud juist, maar naar de vorm niet. Een bewerking die de juiste vorm heeft maar een iets andere strekking is:
| Ach oude vijver de kikkers springen erin geluid van water. |
Dit probleem is sterk taalafhankelijk. Het Frans gebruikt bijvoorbeeld veel meer woorden, en ook lettergrepen, dan het Engels; het Nederlands ligt er ergens tussenin. Ook hier geldt weer dat een geforceerde vorm niet beantwoordt aan de geest van eenvoud die de haiku kenmerkt, maar dat het verwaarlozen van de vorm de kernachtigheid van de haiku tenietdoet.
De haiku is het resultaat van nauwkeurig waarnemen en liefdevolle zorg. Een haiku is niet zomaar een klein gedicht in drie regels met 5-7-5 lettergrepen elk, even belangrijk is de verwondering en een haast kinderlijke verbazing die er uit spreekt. Haiku lezen wil zeggen de indrukken ondergaan, met de sfeer en de gevoelens van het haiku-moment. Haiku heeft niet veel uitleg noch analyse nodig.

## Voorbeelden

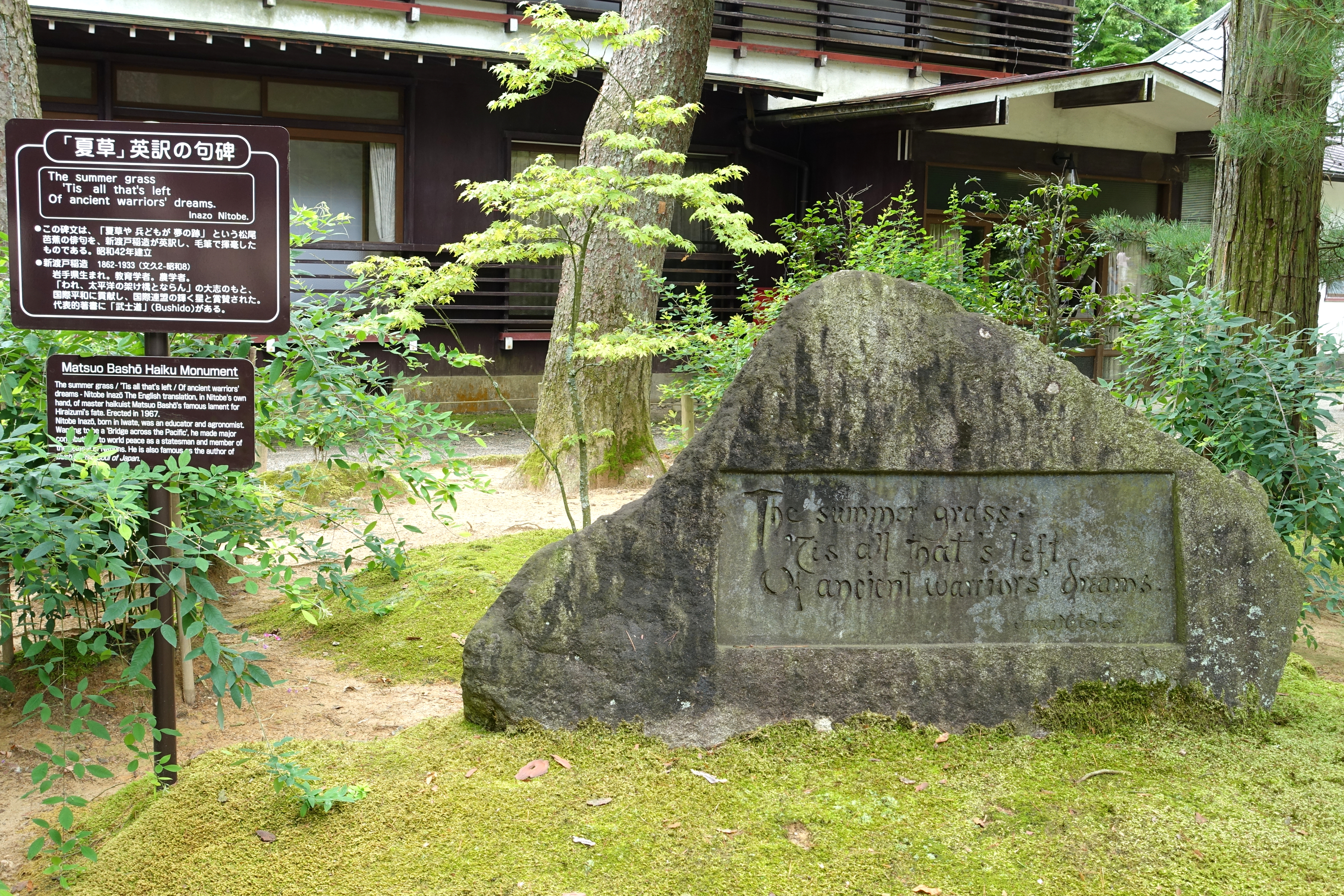
Matsuo Basho: Haiku Monument The summer grass (1689) - Takadachi Gikeidō, Motsuji, Hiraizumi, prefectuur Iwate, Japan

Enkele haiku (hokku) van meester Basho:
zou ik ze pakken,
de witvis in 't wier bijeen
dan schoten ze weg

door zomerregens
zijn de kraanvogelpoten
korter geworden

zomergras: meer niet
dat rest er van de dromen
van koene krijgers

## Onderwerpen

### De klassieke haiku
De klassieke haiku kiest in de regel voor vijf onderwerpen, nl. de seizoenen ("nieuwjaar" is namelijk óók een seizoen in Japan):
Lente
Zomer
Herfst
Winter
Nieuwjaar (ook zeer geschikt voor senryû).
Deze seizoenwoorden zijn de zgn. kigo.

### De moderne haiku
De moderne haiku behoudt deze vijf instappen, maar kan zich net zo goed richten op het kroegleven, de mode, vrede, liefde, kermis of kraakpanden. De moderne haiku bestrijkt thematisch een bredere waaier, echter op gevaar af, af te glijden naar oppervlakkigheid en banaliteit, tenzij men goed voor ogen houdt dat de haiku in één flits wordt geschreven gericht op inhoud en originele zegging.
Het onderwerp van een haiku beperkt zich dus niet langer tot de natuur, maar is daar vaak wel aan gerelateerd. Er bestaan zelfs boeken met seizoenswoorden, lijsten met gebruiken, voorwerpen, dieren en planten die naar een seizoen verwijzen. Door de voortschrijdende mondialisering hebben die echter nog weinig zin.
Voorbeeld
Twitterende kwal,
Kwetteren is wat je zal,
Maar niet in mijn nest.

### Japonisme
De onderwerpen voor haiku, senryû en tanka liggen voor het grijpen. Sommige haikuïsten bezondigen zich aan 'Japonisme' en gebruiken (misbruiken) de bekende clichés als: Fujiyama, geisha, samoerai, theehuis en koi, zonder evenwel over de juiste historische achtergrondinformatie te beschikken. 

### Gelegenheidshaiku
Bij feestelijkheden worden soms gelegenheidshaiku's geschreven. Ook bij rouwverwerking kan de haiku of senryû weleens een reflectie aanreiken.
na de plechtigheid
tientallen handen schudden
geen naam onthouden

boven het graf
van haar grootmoeder
bidt een leeuwerik
Zoals bij alle gelegenheidsgedichten hebben veel van zulke haiku's maar een vluchtige waarde. Veelal zijn ze te specifiek voor die ene tijd en omstandigheid om een algemeen-geldende betekenis te kunnen geven.

## Nederlandstalige haiku
het druppelen van
een waterkraan beklemtoont
de stilte in huis

## Trivia
- Het genre werd in het Nederlandse taalgebied geïntroduceerd in de Rechter Ooka-romans van Bertus Aafjes.
- De grote promotor van haiku in Vlaanderen, met uitstraling in Nederland, is Bart Mesotten (1923 – 2012). Van hem verscheen in 1972 de bundel Dag, haikoe, de eerste door een Vlaming geschreven bundel die aan haiku was gewijd. Nadien volgden nog een tiental haikupublicaties in boekvorm. Onder meer Haikoe-boek, met typografie en layout van Miche Van den Broeck, Een verre vogel en Boven de wolken, telkens lijvige boeken van meer dan 500 bladzijden met een reeks opstellen en essays geïllustreerd met de eigen haiku's en talloze haiku's van andere dichters. Bart Mesotten richtte in 1980, samen met enkele vrienden, ook uit Nederland, Vuursteen op, het haikutijdschrift voor Vlaanderen en Nederland. In Vlaanderen droegen de academici van de Katholieke Universiteit Leuven, prof. dr. Willy Vande Walle en dr. Karel Hellemans in grote mate bij aan de japanologische en literatuurwetenschappelijke begeleiding van het haikugenre in het Nederlandse taalgebied.
- De voormalige en tevens eerste voorzitter van de Europese Raad, de voormalige premier van België, Herman Van Rompuy, is een bekend liefhebber en schrijver van haiku, die op zijn website te vinden zijn. In 2010 bracht hij een haikubundel uit met vertalingen in verschillende Europese talen en ook in het Latijn. Hierover zei hij: "De beknoptheid van een haiku geeft me de gelegenheid om te komen tot het essentiële van de taal door de dingen te benoemen met weinig ruimte en in een niet geraffineerde taal. Ook kan een haikudichter in de politiek noch extravagant noch ijdel noch extremistisch van aard zijn."
- Dichter Gerard van den Boomen vertaalde de Bijbelboeken Prediker, Hooglied, Spreuken en Jesaja in de vorm van haiku's en tanka's.